# Allium unifolium
Allium unifolium là một loài thực vật có hoa trong họ Amaryllidaceae. Loài này được Kellogg mô tả khoa học đầu tiên năm 1863.

## Hình ảnh

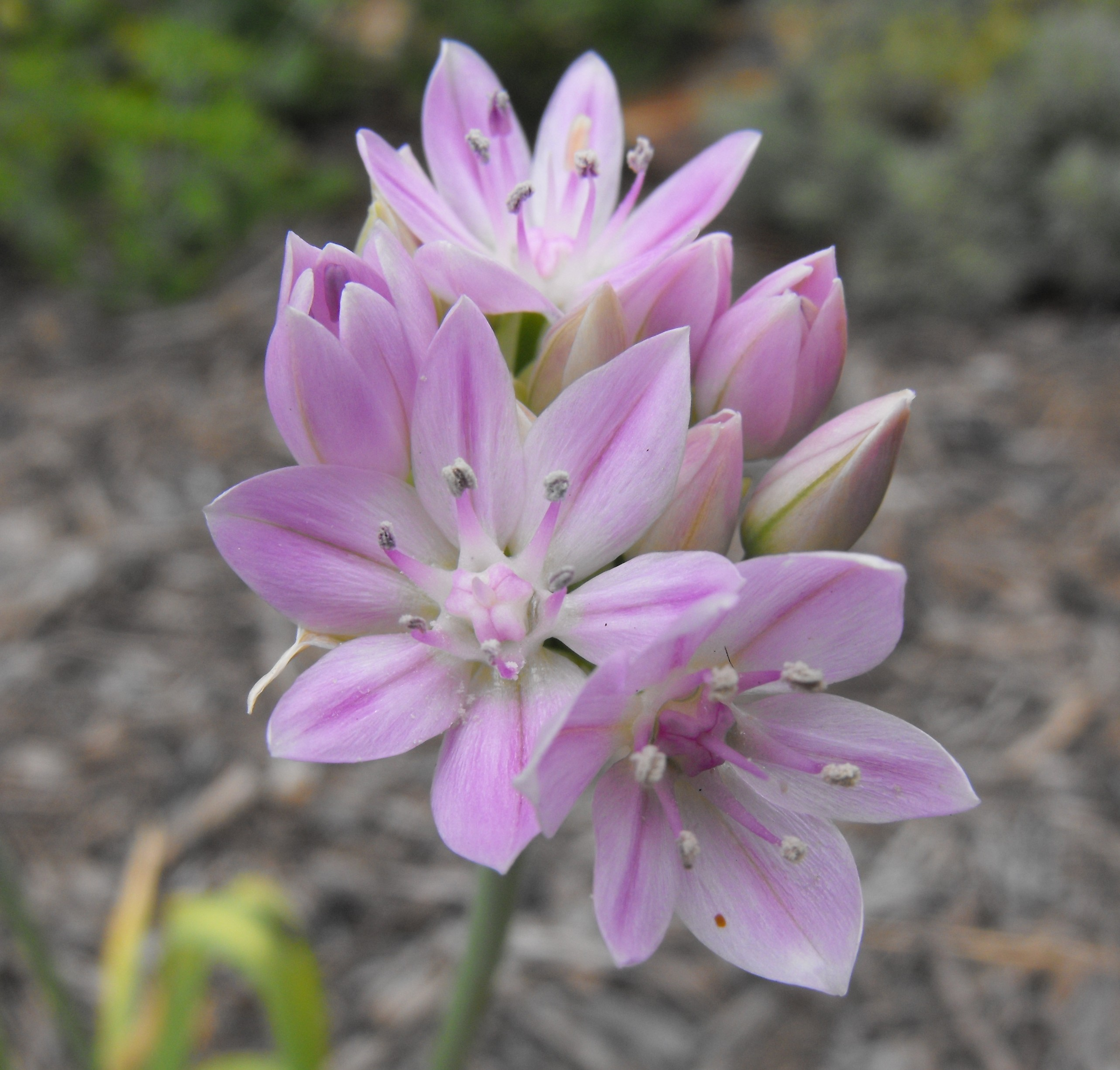
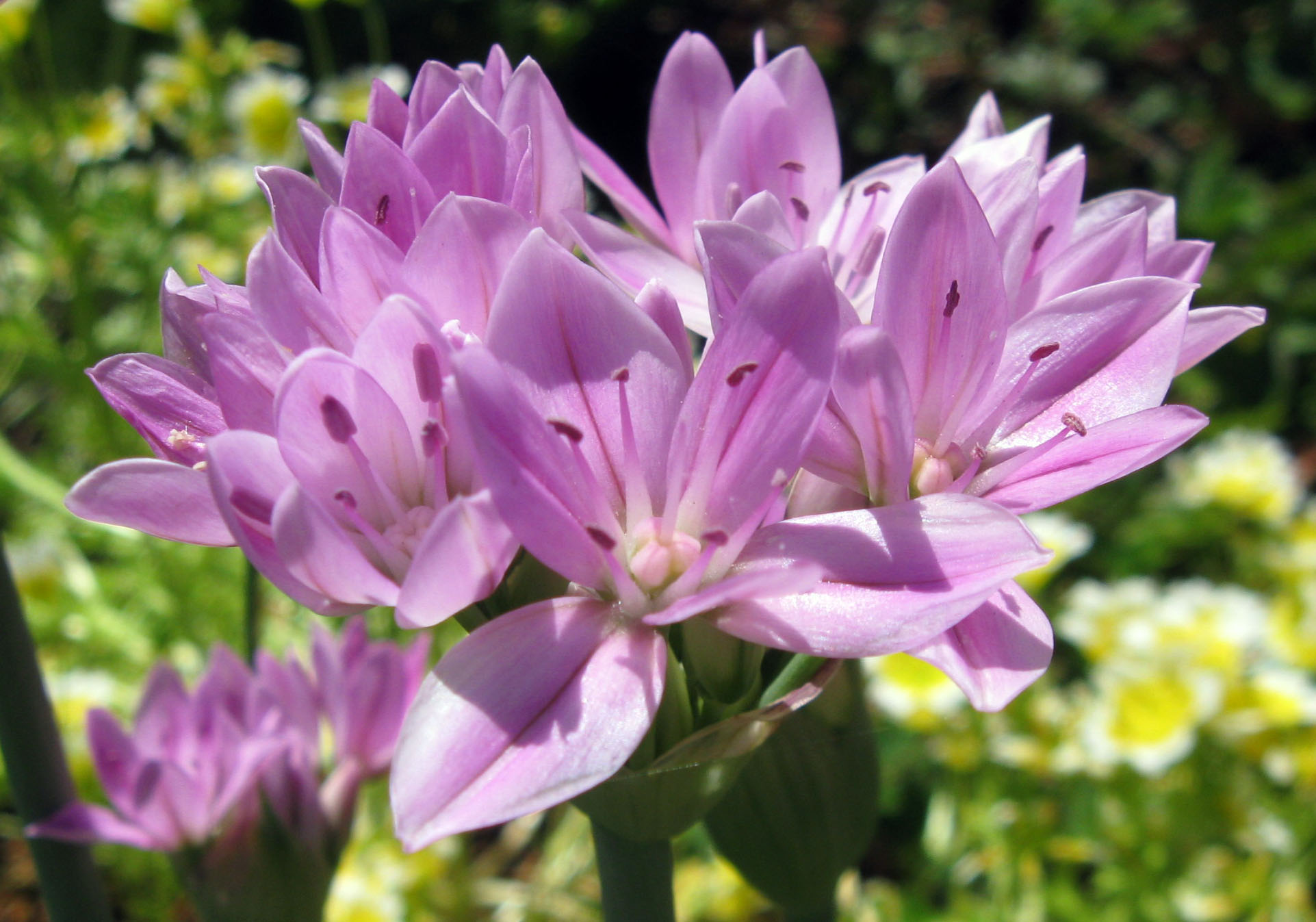